# L'Empereur-Dieu de Dune
L’Empereur-Dieu de Dune (titre original : God Emperor of Dune) est un roman de Frank Herbert, paru aux États-Unis en 1981, qui fait suite au roman Les Enfants de Dune. Il s’agit du 4e tome du cycle de Dune.

## Résumé
À la suite de sa décision, il y a environ 3 500 ans, de mener l’humanité vers le Sentier d'Or, l'empereur Leto II, le fils de Paul Atréides, est devenu un dieu vivant tyrannique qui poursuit sa mutation en ver géant au fil des siècles. Sa prescience et sa mémoire génétique quasi illimitées lui permettent de maîtriser totalement les différentes organisations qui se partageaient auparavant l’univers, et qui tentent à présent tant bien que mal de survivre à l’immense pouvoir de l’Empereur-dieu, qu'ils surnomment le « Tyran ». 
Durant ces trois millénaires d’existence, Leto a bouleversé l’ordre ancien de bien des façons : les Grandes Maisons ne sont plus que l’ombre d’elles-mêmes. La Guilde spatiale, le Bene Gesserit, le Bene Tleilax et les savants de Ix sont ramenés au rang de serviteurs, ceux-ci dépendant du bon vouloir et des subsides distribués chichement par l’Empereur-dieu (notamment l’Épice dont il possède les dernières grandes réserves, étant réputé pour avoir caché quelque part dans son royaume un immense magot d’Épice). Leto utilise aussi son armée prétorienne féminine, les Truitesses, pour juguler toute contestation dans le sang.
Les changements climatiques de la planète Arrakis (la planète est maintenant recouverte de végétation, et seul un petit désert subsiste) instaurés par son père Paul Muad’Dib, ont conduit à l’extermination des vers géants dont le dernier spécimen vivant demeure l’Empereur-dieu lui-même. 
D’un point de vue plus général, le règne de L’Empereur-dieu s’apparente à une stagnation intense, la Paix de Leto s'étant imposée sur tous les plans, qu’ils soient spatiaux, démographiques, culturels ou religieux. Pourtant, le Tyran se veut professeur. Son règne millénaire n’est en effet qu’une unique leçon pour l’humanité tout entière — dont il a entrevu la fin —, et qu'il prépare à la survie avec son Sentier d'Or.
Sur un plan personnel, Leto vit un interminable calvaire, son immortalité relative, bien qu'elle lui ait apporté une connaissance unique du passé, du présent et de l’avenir, ne pouvant occulter sa solitude, lui qui est désormais un être unique, à part de l'humanité. Accompagné depuis le début de sa transformation par de nombreux gholas, tous des copies de l'ancien soldat de la Maison Atréides, Duncan Idaho, fournies avec diligence par le Bene Tleilax, Leto attend le jour où le Sentier d'Or portera l’humanité au-delà des dangers de l’annihilation. 
Le premier pas vers cet ultime plan de survie est effectué par une de ses lointaines descendantes, Siona, une jeune fille rebelle qui va mettre fin au règne despotique de l’Empereur-dieu et, ainsi, enclencher le rêve sans fin du futur Dieu fractionné et l'essor du renouveau dans l’univers, avec la Grande Dispersion qui éparpillera l'humanité partout dans la galaxie.

## Place dans le cycle de Dune
- Dune
- Le Messie de Dune
- Les Enfants de Dune
- L'Empereur-Dieu de Dune
- Les Hérétiques de Dune
- La Maison des mères